# Società Sportiva Nicola Mameli
La Società Sportiva Nicola Mameli è una società polisportiva del quartiere genovese di Voltri. Fu fondata il 18 maggio 1904 da tre ricchi industriali tessili e fu intitolata a Nicola Mameli, fratello del più noto Goffredo, che era stato per molto tempo sindaco di Voltri. 
Nella sua storia centenaria ha ricevuto premi importanti come la Stella d'Argento al Merito Sportivo nel 1968 e, successivamente, la Stella d'Oro al Merito Sportivo nel 1975.
Nella sua storia centenaria la prima squadra non ha mai conquistato nessun trofeo ufficiale pur raggiungendo ottimi risultati come i secondi posti del 1928, 1929, 1931.

## Storia

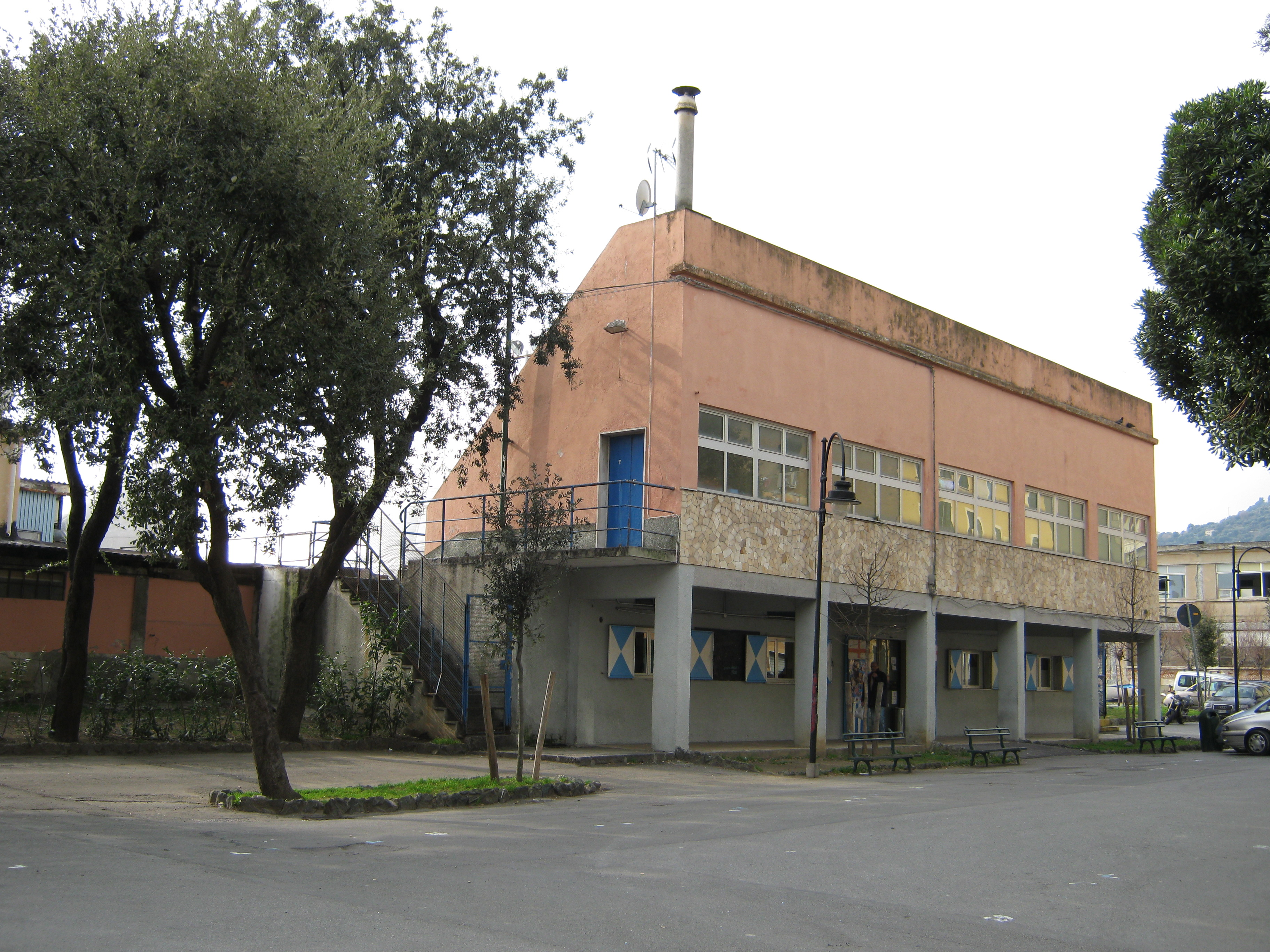
Piscina di Voltri, già sede della "S.S. N. Mameli".

La sezione pallanuotistica venne inaugurata nel 1912 e ebbe una fase di assestamento fino al 1914, quando giocò il suo primo campionato italiano. Il campionato fu vinto dal Genoa, mentre la Mameli ottenne il quarto (e penultimo) posto. Nei tre anni successivi il campionato fu interrotto per la guerra, ed al ritorno la squadra ottenne una serie di ottimi piazzamenti.
La Società ha smesso ogni attività sportiva nel 2013 con la restituzione dell'impianto alla civica amministrazione che ha interrotto qualsiasi finanziamento e non è stata in grado di garantire altri mezzi di sostentamento e ripianamento della situazione debitoria ad esempio con la concessione d'uso di una spiaggia libera attrezzata.
L'ASD SS Nicola Mameli 1904 rinasce nel maggio 2019.

## Palmarès

### Trofei giovanili
- Campionato italiano Juniores B: 1

1969
- Giochi della Gioventù: 2

1976, 1977
- Campionato italiano Allievi: 1

1978